# Matka a dítě
Matka a dítě, nazývaná také Baba, je skulptura umístěná před porodnici ve Fakultní nemocnici Ostrava v Porubě, místní části města Ostrava v Moravskoslezském kraji.

## Historie a popis díla
Matka a dítě je vyrobena z mramoru a umístěna na železobetonovém soklu. Autorem díla je český akademický sochař a politik Emil Adamec (*1972). Skulptura zobrazuje abstrakně, ale výrazně stylizovaně těhotnou ženu s plodem v lůně.

## Galerie

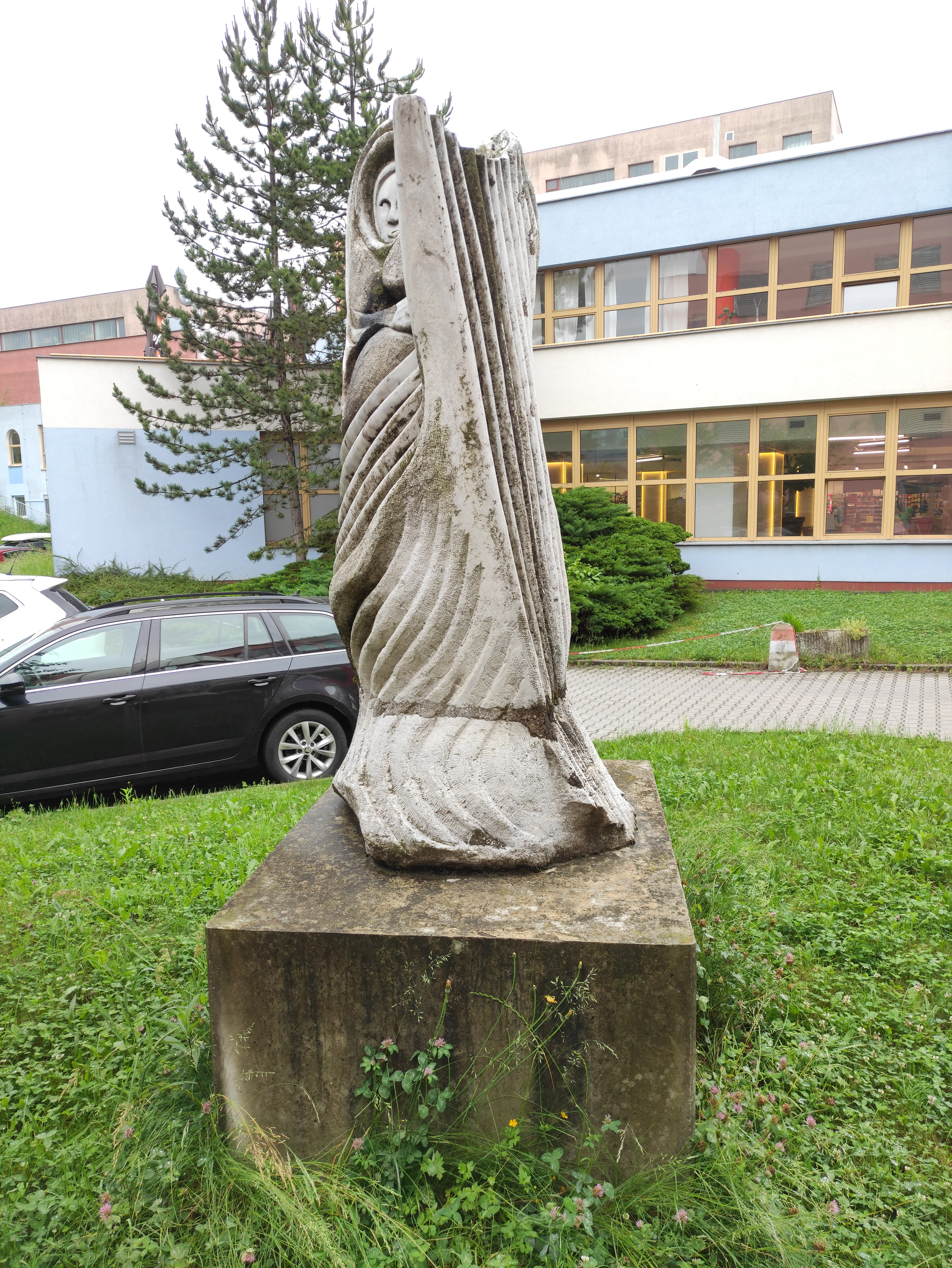